# Euglossa solangeae
Euglossa solangeae är en biart som beskrevs av Nemésio 2007. Euglossa solangeae ingår i släktet Euglossa, tribus orkidébin, och familjen långtungebin. Inga underarter finns listade.